# 郝维谦
郝维谦（1932年—2014年5月10日），男，中国高等教育学家，曾任监察部驻国家教育委员会监察局局长，国家督学，中国高等教育学会副会长、顾问。